# Ільїн Костянтин Валерійович

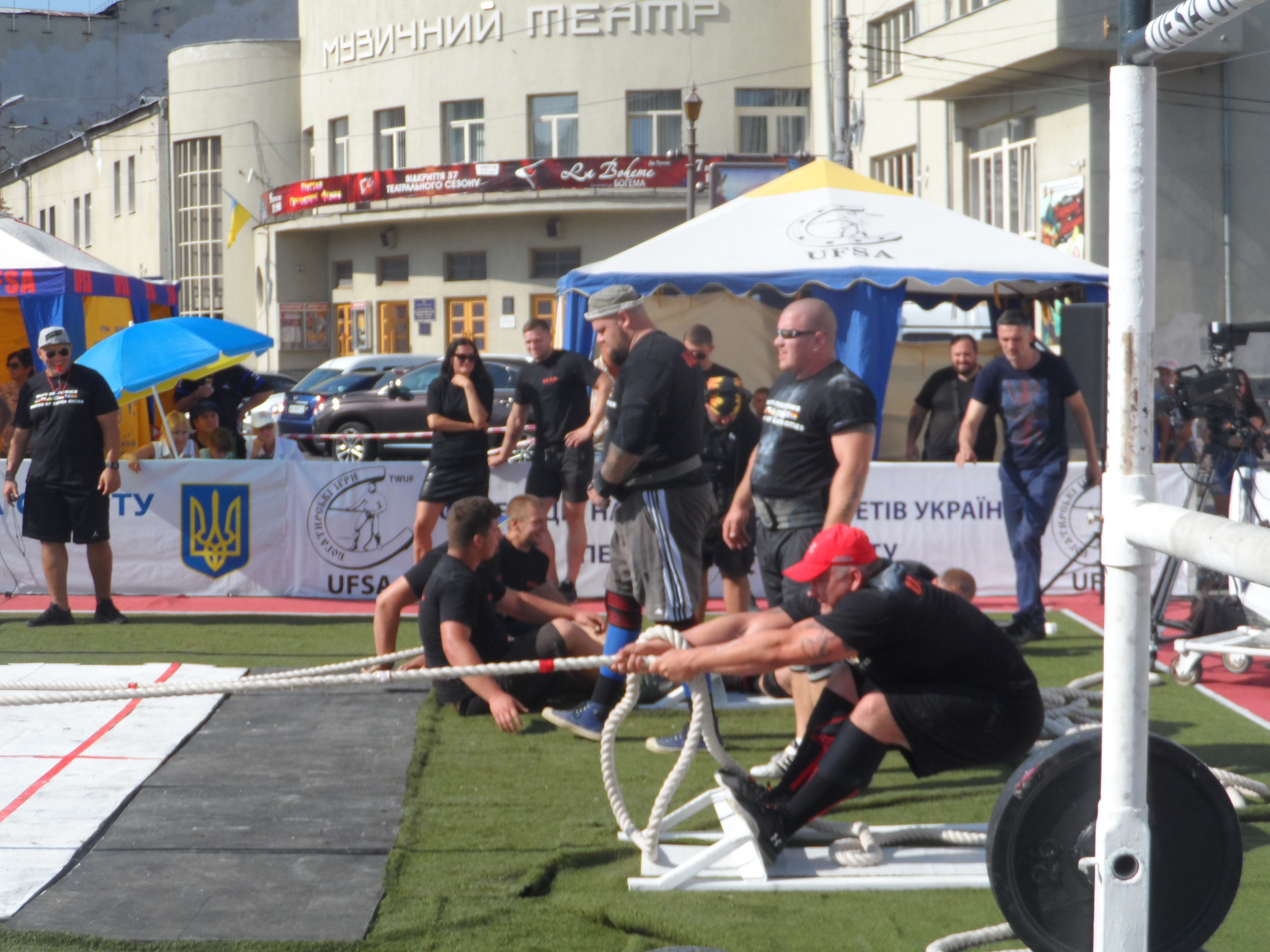
Матч побратимів 2018

Ільїн Костянтин Валерійович (нар. 26 березня 1975, Чернівці, Україна) — відомий український стронгмен, дворазовий переможець змагання за звання Найсильнішої Людини України. Срібний призер Чемпіонату Європи в парах серед стронгменів, учасник змагання Арнольд Стронґмен Класік.

## Життєпис
Народився 26 березня 1975 року в місті Чернівці, Україна. Захоплення спортом прийшло у ранньому віці: з 10 до 16 років займався боксом, зокрема дійшов до КМС. В 15 років почав займатися в тренажерній залі а в 16 в житті хлопця з'явилося карате. Спочатку займався за всім відомою технікою Джо Уайдера однак згодом почав додавати щось своє. Зокрема встановив свій власний рекорд: 1350 кілограм у вивазі ногами.
Згодом долучився до лав українського війська. Зокрема взяв участь у Балканській війні 1994/95 років. Був нагороджений двома медалями: французькою «Захисник Світу» і українською «Захисник Вітчизни». Закінчив Чернівецький національний університет у відділі фізичної культури. Після відслуги у війську в 1995/97 роках працював у міліції, в групі захоплення «Сокіл». Змушений був піти через постійні затримки зарплати. До 2009 був головою охорони в одній з фірм але згодом довелося обирати поміж роботою та спортом і Костянтин зробив вибір на користь спорту. Нині є співробітником МНС України (пожежник).

### Стронґмен
У 2000 році спробував свої сили в паверліфтинґу однак цей вид спорту українському стронгмену не припав до душі. Через деякий час друг Ільїна вмовив його спробувати свої сили в стронґмені. Пройшовши перегляд у Василя Вірастюка отримав дозвіл на виступи та 24 червня 2006 на Дні молоді в місті Івано-Франківськ провів свій перший виступ. 2008 рік став роком здобутків: Костянтин виграв Турнір за призи від Василя Вірастюка що проводився в його рідних Чернівцях, посів друге місце в гонитві за звання Найсильнішої Людини України. У 2009 році значно покращив власні скутки вигравши змагання за звання Найсильнішої Людини України 2009. У 2014 році вдруге став Найсильнішою Людиною України. 10 серпня 2014 року виборов срібло у змаганні за право володіти Кубком Слов'ян.

## Власні скутки
- Присідання — 390 кг
- Вивага лежачи — 220 кг
- Мертве зведення — 380 кг